# Krystian de Massy
Krystian de Massy, wcześniej Grimaldi (Christian Louis de Massy, ur. 17 stycznia 1949 w Monako) – członek monakijskiej rodziny książęcej, drugi wnuk księcia Pierre’a de Polignac i księżnej Charlotte Grimaldi, syn Alexandre Noghes i baronowej Antoinette de Massy; do 2005 roku zajmował miejsce w linii sukcesji do tronu Monako.

## Powiązania rodzinne i edukacja
Krystian urodził się 17 stycznia 1949 w Monako. Jest synem Alexandre’a Noghes, monakijskiego tenisisty i baronowej Antoinette de Massy, która była członkinią monakijskiej rodziny książęcej. Jego dziadkami są ze strony ojca Anthony Noghes (fundator Grand Prix Monako Formuły 1), a ze strony matki hrabia Pierre de Polignac i księżna Charlotte Grimaldi, córka księcia Monako, Ludwika II Grimaldi. Jest bratem Elżbiety de Massy (ur. 1947) i Krystyny de Massy (ur. 1951, zm. 1989). Poprzez trzecie małżeństwo matki jego ojczymem był John Gilpin, brytyjski tancerz, a przybraną siostrą Tracy Gilpin-Karnes.
Ze strony matki jest siostrzeńcem księcia Rainiera III Grimaldi. Jego najbliżsi kuzynowie to: księżna Karolina Hanowerska (ur. 1957), książę Albert II Grimaldi (ur. 1958) i księżna Stefania Grimaldi (ur. 1965).
Jedno ze swoich imion, Ludwik, otrzymał na cześć pradziadka, księcia Ludwika II Grimaldi.

### Edukacja
Krystian miał duże problemy z nauką. Został usunięty ze szkoły Institut Le Rosey w Szwajcarii. Od września 1963 do lipca 1967 uczęszczał do Downside School w Somerset w Wielkiej Brytanii. Przez krótki czas był studentem Uniwersytetu Cambridge, ale zrezygnował z nauki.

## Członek rodziny książęcej
Krystian przyszedł na świat pod nazwiskiem Grimaldi. Był nieślubnym synem księżnej Monako, Antoinette. Księstwem rządził wówczas jego pradziadek, Ludwik II Grimaldi. Książę zmarł jednak w maju 1949. Jego jedyna, nieślubna a następnie adoptowana córka, księżna Charlotte Grimaldi, zrzekła się praw do rodzinnego tronu na rzecz swojego młodszego dziecka, Rainiera, i to on został nowym władcą państwa. Ponieważ Rainier był kawalerem, następczynią tronu została Antoinette. Krystian nie znalazł się jednak na liście sukcesji tronu, bo był dzieckiem nieślubnym. Niespełna trzy lata po jego narodzinach, jego rodzice wzięli ślub (grudzień 1951). Antoinette otrzymała w prezencie ślubnym od swojego brata tytuł baronowej de Massy, który jednak nie przysługiwał ani jej dzieciom, ani mężowi. Tym sposobem Krystian i jego dwie siostry zostali wpisani do linii dziedziczenia tronu (Krystian na miejscu drugim, Elżbieta na trzecim, a Krystyna na czwartym).
Plany księżnej Antoinette, która szczególnie dążyła do objęcia władzy w państwie jako starsza siostra Rainiera, spaliły na panewce w 1956, gdy jej brat poślubił amerykańską aktorkę Grace Kelly. W 1957 przyszła na świat ich pierwsza córka i następczyni tronu, księżna Karolina, a rok później również syn, przyszły władca, książę Albert. Baronowa de Massy była już wówczas rozwiedziona, zakończyła swoje małżeństwo z Noghes w 1954.
W 1962 Krystian zajmował czwarte miejsce (za matką i dwojgiem kuzynów) na liście sukcesji. Wówczas wprowadzono jednak zmiany w konstytucji kraju, w których zapisano, że tron mogą dziedziczyć jedynie potomkowie obecnego władcy, w tym przypadku Rainiera III. Tym samym Antoinette i jej dzieci zostali pozbawieni praw do objęcia władzy w księstwie. Wskutek kolejnej zmiany, w 2002, uznano, że tron może przypaść w udziale legalnym potomkom władcy, ale także jego rodzeństwu i legalnym potomkom rodzeństwa (zniesiono też postanowienie pozwalające dzieciom adoptowanym, jako legalnym, dziedziczyć tron). Tym samym Krystiana wpisano na jedenaste miejsce listy. Stracił je ostatecznie w kwietniu 2005 w chwili śmierci księcia Rainiera.
Potomkowie baronowej de Massy mogą według obowiązujących przepisów zostać władcami Monako, ale tylko w przypadku, gdy całkowicie wymrze linia potomków księcia Rainiera. Krystian, często nazywany baronem de Massy, nie nosi tego tytułu, ponieważ nie był to tytuł dziedziczony przez potomków jego matki.
24 marca 2011 Krystian wziął udział w uroczystościach pogrzebowych swojej matki, księżnej Antoinette, która zmarła kilka dni wcześniej w Monako w wieku dziewięćdziesięciu lat. Towarzyszyła mu żona Cecylia i dzieci.

## Życie prywatne

### Małżeństwo z Marią Quintaną y del Carril
4 listopada 1970 w Buenos Aires, w wieku niespełna dwudziestu dwóch lat, Krystian poślubił Marię Martę Quintana y del Carril (ur. 17 czerwca 1951 w Londynie, córkę Enrique Quintana y de Achaval oraz Marty Carril y Aldao). Małżonkowie doczekali się jednej córki, Letycji de Massy (ur. 16 maja 1971 w Buenos Aires). Letycja wyszła za mąż za kawalera Thomasa de Brouwer i mieszka w Belgii. Krystian i Marta rozwiedli się w 1978 roku.

### Małżeństwo z Anną Lutken
Jego drugą żoną została Anne Michelle Lutken, którą poznał w jednym z klubów. Pobrali się 11 września 1982 w Saint-Tropez. Kobieta urodziła się w Oslo 28 listopada 1959, była córką Karola Fryderyka Lutken i jego pierwszej żony Bjorg Christiansen. Rodzice baronowej rozstali się, gdyż ojciec zostawił matkę dla innej kobiety. W wieku szesnastu lat przeprowadziła się do Mediolanu, by tam rozpocząć studia, a przy okazji pracę modelki. Problemy Anne z nadużywaniem narkotyków doprowadziły do rozpadu małżeństwa z Krystianem i rozwodu w 1985 roku. 25 listopada 2001 została znaleziona martwa w swoim mieszkaniu w Londynie, a prawdopodobną przyczyną śmierci były problemy z układem oddechowym.

### Małżeństwo z Julią Łakszyn
W kwietniu 1992 roku Krystian pojął za żonę Julię Łakszyn. Kobieta miała wschodnioeuropejskie pochodzenie i urodziła się 6 listopada 1968. Związek ten również nie przetrwał próby czasu, rozwód nastąpił w 1995 roku.

### Małżeństwo z Cecylią Gelabale
Czwartą żoną Krystiana została Cécile Irène Gelabale (ur. 1968 w Gwadelupie. Nowa baronowa Massy jest obecnie najwyżej usytuowaną czarnoskórą osobą w księstwie Monako. 15 stycznia 1997 Krystian i Cecylia zostali rodzicami Antoine, który swoją karierę wiąże z tenisem na wzór dziadka, Alexandre Noghes. Małżonkowie adoptowali również chłopca z Gwadelupy, Brice’a, urodzonego 2 listopada 1987.

## Potomkowie
Dzieci
- dama Letycja de Brouwer, córka Krystiana (ur. 16 maja 1971)
- Brice de Massy, adoptowany syn Krystiana (ur. 2 listopada 1987)
- baron Antoine de Massy, syn Krystiana (ur. 15 stycznia 1997)

Wnuki
- dama Róża de Brouwer, córka Letycji (ur. 2008)
- kawaler Sylwester de Brouwer, syn Letycji (ur. 2008)
- dama Lilla de Brouwer, córka Letycji (ur. ?)
- dama Hermina de Brouwer, córka Letycji (ur. ?)